# Distretto di Kainantu
Il distretto di Kainantu, in inglese Kainantu District, è un distretto della Papua Nuova Guinea appartenente alla provincia degli Altopiani Orientali. Ha una superficie di 989 km² e 35.000 abitanti (stima nel 2000)

## Geografia antropica

### Suddivisioni amministrative
Il distretto è suddiviso in due Aree di Governo Locale:
- Kainantu Rural
- Kainantu Urban